# Leederkroom
Leederkroom (hochdt.: „Liederkram“) war eine niederdeutsch singende Folkloreband.
1987 fanden sich Werner Miebach, Gerd Pillip, Anna Riggers, Dörte Gudat, Karsten Mayntz und Wolfgang Hilke zusammen. Sie stammen alle aus der Gegend um Buxtehude und hatten am 11. März 1988 im Abthaus in Buxtehude ihren ersten Auftritt. Sie gaben am 15. September 2012 im Freilichtmuseum am Kiekeberg bei Rosengarten, südlich von Hamburg, ihr Abschiedskonzert.

## Diskografie
- Wi mokt allens platt. CD
- Wedder dor. CD
- Wiehnachtsmarkt an’n Kiekebarg. CD, 2008